# Ansia capitale (singolo)
Ansia capitale è un singolo del gruppo musicale italiano Management, pubblicato il 1º aprile 2022 per Garrincha Dischi.

## Descrizione
Estratto dall'omonimo sesto album in studio, di cui il brano ne rappresenta il manifesto, Ansia capitale è incentrato su «un'ansia prepotente, capace di sopraffare con la violenza di un'onda anomala», descritta dal gruppo come «il minimo comune denominatore di una società ammalata di produttività». Il testo del brano vuole rimarcare l'irreversibilità di una condizione umana storicamente impegnata a perseguire una direzione volta all'autodistruzione.
Il brano è stato registrato presso il Natural Head Quarter Studio di Ferrara con Manuele "Max Stirner" Fusaroli, che aveva già lavorato con il Management per la produzione di Auff!! (2012) e McMAO (2014). La copertina del singolo, realizzata da Bennet Pimpinella, raffigura una figura femminile di spalle mentre tiene in mano un telefono e intende rappresentare «l'ossessivo utilizzo della tecnologia e dell'immagine sui social».

## Classifiche
| Classifica (2022)     | Posizione massima |
| --------------------- | ----------------- |
| Italia (indipendenti) | 84                |